# Saleignes
Saleignes – miejscowość i gmina we Francji, w regionie Nowa Akwitania, w departamencie Charente-Maritime.
Według danych na rok 1990 gminę zamieszkiwało 97 osób, a gęstość zaludnienia wynosiła 12 osób/km² (wśród 1467 gmin regionu Poitou-Charentes Saleignes plasuje się na 892. miejscu pod względem liczby ludności, natomiast pod względem powierzchni na miejscu 936.).